# 五島市立玉之浦小学校
五島市立玉之浦小学校（ごとうしりつ たまのうらしょうがっこう, Goto City Tamanoura Elementary School）は、長崎県五島市玉之浦町小川にある公立小学校。略称は「玉小」（たましょう）。
2019年（平成31年）4月に五島市立平成小学校と統合の上、校舎は五島市立玉之浦中学校に併設され、小中併設校となった。

## 概要
歴史
1875年（明治8年）に開校した「玉之浦小学校」を前身とする。2015年（平成27年）に創立140周年を迎える。

校章
八稜鏡（はちりょうきょう）の絵を背景にして、中央に校名の「玉小」の文字（縦書き）を置いている。
校歌
作詞は西村水禽子、作曲は原格太郎による。歌詞は3番まであり、1番に校名の「玉の浦」が登場する。
校区
住所表記で五島市玉之浦町の後に「玉之浦、立谷（たちや）、大宝（だいほう）、小川、中須（なかす）、幾久山（いっくやま）、上の平（かみのひら）、布浦（ぬのうら）、荒川、丹奈（たんな）、頓泊（とんとまり）」が続く地区。
中学校区は五島市立玉之浦中学校。

## 沿革
前史
- 1870年（明治3年）- 玉之浦に、福江藩の郷校「鏡古堂」が設置される[3]。
- 1871年（明治4年）- 廃藩置県により、鏡古堂が廃止される。

正史
- 1875年（明治8年）5月10日 - 「第五大学区第五中学区[4]玉之浦小学校」が開校。
  - 現校門付近（西方寺下）の住宅を校舎とする。初代校長に市村喜代助が就任。
- 1879年（明治12年）12月 - 初等・中等の2科を設置し、「公立中等玉之浦小学校」に改称。
- 1882年（明治15年）2月 - 丹奈・荒川・中川・幾久山・大宝の5校を統合し、分校とする。
- 1886年（明治19年）6月 - 小学校令の施行により、尋常科（修業年限4年）を設置し「尋常玉之浦小学校」に改称。
  - 丹奈・荒川・中川・幾久山・大宝の5分校が簡易小学校として独立。
- 1889年（明治22年）4月 - 町村制の施行により、玉之浦村立の小学校となる。
- 1893年（明治26年）4月 - 「玉之浦尋常小学校」に改称（「尋常」の位置が変更になる）。
- 1899年（明治32年）4月27日 - 高等科（修業年限4年）を設置し「玉之浦尋常高等小学校」に改称。
- 1908年（明治41年）4月 - 小学校令の改正により、義務教育年限（尋常科の年限）が4年から6年に延長される。
  - 尋常科（4年）・高等科（4年）が尋常科（6年）・高等科（2年）となる。
  - 旧高等科1年を尋常科5年に、旧高等科2年を尋常科6年に、旧高等科3年を高等科1年、旧高等科4年を高等科2年とする。
- 1925年（大正14年）4月14日 - 午前3:30出火の火災で第2校舎4教室を焼失。
- 1926年（大正15年）4月2日 - 6教室を増築。
- 1928年（昭和3年）5月10日 - 校旗と校歌を制定。
- 1931年（昭和6年）6月4日 - 在籍児童数が835名[5]を記録する。
- 1933年（昭和8年）11月3日 - 玉之浦村の町制施行により、玉之浦町立の小学校となる。
- 1934年（昭和9年）
  - 3月 - 「玉之浦第一[6]尋常高等小学校」に改称。
  - 6月 - 校舎を増築。
- 1941年（昭和16年）4月1日 - 国民学校令の施行により、「玉之浦町第一国民学校」に改称。尋常科を初等科に改め、初等科6年・高等科2年とする。
- 1943年（昭和18年）8月20日 - 午後4:55 大暴風で北側校舎4教室が倒壊。
- 1945年（昭和20年）
  - 4月 - 高等科、学校での授業を休止。
  - 9月 - 高等科、学校での授業を再開。
- 1947年（昭和22年）4月1日 - 4月1日 - 学制改革（六・三制の実施）が行われる。
  - 旧・玉之浦町第一国民学校の初等科が改組され、「玉之浦町立玉之浦第一小学校」となる。
  - 旧・玉之浦町第一国民学校の高等科が改組され、玉之浦町立玉之浦第一中学校（新制中学校）となり、当初小学校に併設される。
- 1949年（昭和24年）11月5日 - 中学校の校舎が完成し移転。併設を解消。
- 1950年（昭和25年）7月 - PTAが発足。
- 1951年（昭和26年）
  - 4月1日 - 「玉之浦町立玉之浦小学校」に改称[7]。
  - 10月14日 - ルース台風により南側旧校舎が倒壊。
- 1953年（昭和28年）5月21日 - 新校舎2教室が完成。
- 1954年（昭和29年）7月10日 - 保健室が完成。
- 1955年（昭和30年）
  - 5月10日 - 創立80周年を記念して校歌を改定。地域より校旗の寄贈を受ける。
  - 6月7日 - ピアノを購入。
- 1956年（昭和31年）9月12日 - 台風により屋根・運動場に甚大な被害を受ける。
- 1957年（昭和32年）3月 - 校舎復旧護岸工事が完了。
- 1958年（昭和33年）7月 - 放送施設を完備。
- 1960年（昭和35年）11月 - 上水道が開通。
- 1962年（昭和37年）11月 - 飼育舎と養魚槽を設置。
- 1963年（昭和38年）
  - 5月 - へき地集会所が完成。
  - 10月 - 給食室が完成。
- 1966年（昭和41年）4月 - 鉄筋コンクリート造3階建て校舎が完成。
- 1968年（昭和43年）
  - 2月 - 給食室の移転を完了。
  - 8月 - 観察池が完成。
- 1975年（昭和50年）- 創立100周年を迎える。
- 1980年（昭和60年）3月 - 卒業記念カプセル、御影石製校門札、裏門を設置。
- 1991年（平成3年）7月29日 - 台風9号によりへき地集会所が使用不能となり解体。
- 1997年（平成9年）11月 - 体育館が完成。
- 1998年（平成10年）7月 - パソコンを設置。
- 2000年（平成12年）4月 - インターネットが開通。
- 2003年（平成15年）
  - 2月 - 下足箱を移動し、正面玄関からの出入りを開始。
  - 4月 - 木造校舎を図工室・家庭科室として使用。
- 2004年（平成16年）8月1日 - 「五島市立玉之浦小学校」と改称。
- 2005年（平成17年）4月 - 完全給食を開始。5学級（複式1学級）編成とする。
- 2006年（平成18年）4月 - 4学級編成（複式2学級）編成とする。
- 2009年（平成21年）7月 - AEDを設置。
- 2010年（平成22年）4月 - 3学級（完全複式）とする。
- 2011年（平成23年）6月 - 耐震化工事を開始。
- 2014年（平成26年）4月 - 特別支援学級を開設。
- 2019年（平成31年）
  - 3月2日 - 閉校記念式典挙行[8]。
  - 4月1日 - 五島市立玉之浦中学校および五島市立平成小学校と統合し「五島市立玉之浦小中学校」となる。なお統合後の校舎は玉之浦中に併設される[1]。
  - 移転前の校地 - 〒853-0411 長崎県五島市玉之浦町玉之浦797番4号（北緯32度37分59.4秒 東経128度37分10.17秒 / 北緯32.633167度 東経128.6194917度）

## 交通アクセス
旧・玉之浦小学校
最寄りのバス停
- 五島自動車（五島バス）「玉之浦」バス停

最寄りの道路
- 長崎県道50号玉之浦大宝線

## 周辺
旧・玉之浦小学校
- 五島市役所玉之浦支所
- 五島市立玉之浦保育所
- 玉之浦郵便局
- 五島市消防本部玉之浦出張所
- 五島漁協玉之浦支所
- 西方寺

## 参考資料
- 「玉之浦町郷土誌」（1995年（平成7年）3月31日, 玉之浦町）p. 382